# Ustaška nadzorna služba
Ustaška nadzorna služba (UNS) bila je obavještajna, protuobavještajna i politička policija za vrijeme NDH koja je bila odgovorna Glavnom ustaškom stanu. UNS je nastala spajanjem Ustaške obavještajne službe i Službe za sabirne logore kroz zakon koji je bio usvojen 16. kolovoza 1941. god. UNS je ugašen zakonskom odredbom 21. siječnja 1943. godine.
Od početka je UNS dobivao tehničku pomoć i informacije od njemačkog Gestapoa, a njegov predstavnik u Zagrebu Hans Helm se potrudio da unutar UNS-a odmah razgrana mrežu vlastitih špijuna, kako bi posve kontrolirao rad UNS-a. Značajnu podršku primao je UNS ispočetka i od talijanske tajne službe OVRA, a njen predstavnik u Zagrebu Ciro Verdani se i opet upinjala da nadzire aktivnosti UNS-a.
Krajem 1942. godine je vodstvo NDH pristalo raspustiti UNS - zapravo će šef UNS-a Eugen Dido Kvaternik poslije rata napisati da je Ante Pavelić pristao da prepusti Njemačkoj kompletni hrvatski suverenitet (tada je u NDH uspostavljena Njemačka redarstvena organizacija u Hrvatskoj, izravno podređena njemačkim vlastima u Berlinu) - te su obavještajni poslovi prepušteni njemačkom Gestapu. Dio obavještajnih poslova u svezi nadzora unutarnjih političkih neprijatelja je nastavilo obavljati Glavno ravnateljstva za javni red i sigurnost (GRAVSIGUR), te je ministar unutarnjih poslova Andrija Artuković imao stanoviti plan da se potajice od Nijemaca uspostavi kakva-takva obavještajna služba NDH.
Čuvari ustaških sabirnih logora - tzv. Ustaška obrana - koji su dotada bili dijelom UNS-a, nastavili su nakon raspuštanja Ustaške nadzorne službe djelovati kao zasebna postrojba, pod imenom Ustaški obrambeni sdrug. Po svojem zapovjedniku Vjekoslavu Maxu Luburiću, bili su poznati i kao "Luburićevci".

## Organizacija
Isprva UNS je bila podjeljena u četiri odjela (od 16. kolovoza 1941.):
- I  - Ustaško redarstvo - koja je pratila političke subjekte i sastojao se od tri posebna odsjeka: komunisti, Srbi, Židovi
- II - Ustaška obavještajna služba
- III - Ustaška obrana - posebni odred vojne policije koja je organizirala koncentracijske logore
- IV - ustaški osobni ured

Poslije je UNS bio reorganizirana nekoliko puta dok se nije finalizirala 20. travnja 1942., kada je stvoreno 15 odjela:
- I - talijanski - protuobavještajni rad i pregledavanje talijanske propagande
- II - prati aktivnost britanske obavještajne agencije
- III - prati aktivnosti Srba i četnika na području NDH
- IV - antikomunistički odjel - prati rad KP Hrvatske i NOB-a
- V - prati aktivnosti muslimanske populacije i obavještajni rad prema Turskoj
- VI - prati aktivnosti Židova i miješanih brakova
- VII -  služi za otkrivanje i praćenje političkih nepodobnika unutar ustaške organizacije
- VIII - služi za otkrivanje i praćenje osumnjićenih unutar administracije raznih ministarstava
- IX - obavještajne aktivnosti usmjerene protiv ljudi koji zagovaraju slobodu i demokraciju, osobito među predstavnicima elitnih zanimanja
- X - prati rad nacističke stranke u NDH, Volksdeutschera i hrvatske emigracije u Njemačkoj
- XI - prati rad Mađarske obavještajne službe i Mađara u NDH
- XII - prati aktivnosti Slovenaca u NDH
- XIII - prati rad i aktivnosti Katoličke crkve
- XIV - pokriva akivnosti koje drugi odjeli ne pokrivaju
- XV - protuobavještajna služba za vojne snage u NDH

## Djelovanje
Ustaška nadzorna služba se uhvatila u koštac s kompliciranim izazovima kojima je NDH suočena, šef II. odjela UNS-a Vlado Singer već u ljeto 1941. godine izvijestio vrh NDH o planovima Kraljevine Italije da izvrše reokupaciju što većeg dijela NDH, jer nisu bili zadovoljni suradnjom ustaša. Da li na poticaj Talijana (koji su se trudili da znaju što UNS radi), ili stoga što je Vladimir Singer bio Židov, Nijemci sredinom rujna 1941. god. traže njegovu smjenu; Singer završava u Staroj Gradišci, gdje neko vrijeme ima dobar tretman, ali u listopadu 1943. godine biva ubijen.
Ustaška obrana - dakle III. odjel UNS-a - je u svojoj nadležnosti imala logore u NDH. U Sabirnom logoru Jasenovac, UNS je imao i 7 istražnih zatvora. Prema svjedočenju dr. Ota Radana, koji je bio zatočen u Logoru Slana na Pagu, i taj je logor tijekom njegovog djelovanja obilazio tadašnji zapovjednik Ustaške nadzorne službe Eugen Dido Kvaternik.
Nakon što je 3. srpnja 1941. god. za vrijeme Ustanka srba u Hercegovini 1941. god. poginuo prvi zapovjednik Ustaške obrane (tj., III. odjela UNS-a) Mijo Babić, zapovijedanje njegovim ljudima preuzima Vjekoslav Max Luburić. Luburić je već ranije 30. lipnja 1941. dobio zadatak da povede kaznenu ekspediciju u Liku,  godine manja grupa Srba ondje napala jednu vojnu patrolu. Ta kaznena ekspedicija će narednih dana počiniti znatne zločine nad lokalnim Srbima, ali taj teror nije suzbio nemir među njima, nego je ubrzo izbio ustanak Srba u Lici - a Talijani vrše reokupaciju toga i drugih širokih područja bliže Jadranu suspendirajući ovlasti NDH, kako je Vlado Singer bio i najavio. Vjekoslav Luburić je svejedno imenovan zapovjednikom III. uprave Ustaške nadzorne službe, sa zadatkom da osnuje logor Jasenovac. Osim što su pripadnici Ustaške obrane činili zločine u samom logoru, i njihove aktivnosti izvan logora bile su obilježene velikom agresivnošću i spremnim upuštanjem u zločine. U listopadu 1942. god. V. Luburiću podređeni Ljubo Miloš predvodi stražare Jasenovca u napad na civile u obližnjem Crvenom Boku i susjednim selima, gdje čine teške zločine protiv nenaoružanih Srba. Zbog samovoljne akcije u Crvenom boku (koja je provedena bez zapovijedi Nijemaca - čija su zapovjedništva bila nadređena svim većim ustaškim i domobranskim vojnim postrojbama, izuzev baš Ustaške obrane, koja je nominalno bila policijska postrojba - i raznih drugih svojih aktivnosti (npr. je bio sklon strijeljati čak i vlastite vojnike), Luburić se zamjerio Nijemcima do te mjere da su tražili da mu se sudi na vojnom sudu. Luburića stoga na čelu UOZ zamjenjuje bojnik Marko Pavlović, koji je bio časnik domobranstva, a prije rata profesionalni časnik Jugoslavenske kraljevske vojske. Ustaška obrana postaje 1. Ustaški obrambeni sdrug, te u svibnju 1943. god. prepušta čuvanje logora Ravnateljstvu za javni red i sigurnost. Povjesničari o razdoblju nakon toga govore kao o mirnoj godina, s malim brojem ubojstava zatočenih i podnošljivijim uvjetima za logoraše.
U siječnju 1943. godine se I. odjel, tj. policijski dio UNS-a pripaja Ravnateljstvu za javni red i sigurnost (RAVSIGUR).
Ustaški obrambeni zdrug, koji je nastao od "Luburićevaca" nastavlja postojati, te njegov zapovjednik Marko Pavlović provodi temeljitu reorganizaciju postrojbe, dobiva novo naoružanje i dodatno ljudstvo. Na kraju 1943. godine Luburić opet donasi ključne odluke u UOZ, a Marko Pavlović postavlja na ključna mjesta ljude od Luburićevog najvećeg povjerenja. Čuvanje Koncentracijskog logora Jasenovac povjerava se opet "Luburićevcima", i to satniji sastavljenoj od oko 200 ustaša koji su mahom bili bivši robijaši, kažnjeni zbog teškog kriminala. Tijekom protupartizanskih akcija upuštaju se pripadnici UOZ i opet u razne zločine protiv civila. Luburić i UOZ postaju Anti Paveliću neophodni kada je krajem kolovoza i početkom rujna 1944. god. trebalo okončati urotu Lorković-Vokić.